# 중개의뢰계약
중개의뢰계약이란 공인중개사와 매도인 사이에 부동산 매매를 중개하도록 약정하는 계약을 말한다. 